# Les Tueurs à gages
Pour les articles homonymes, voir Camorra (homonymie).
Pour plus de détails, voir Fiche technique et Distribution.
Les Tueurs à gages (titre original : Camorra) est un film franco-italien réalisé par Pasquale Squitieri et sorti en 1972.

## Synopsis
A Naples, Tonino Russo sort de la prison de Poggioreale ; de retour chez lui, il est confronté à un voyou du quartier : provoqué en duel par ce dernier à l'arme blanche, Tonino l'emporte, mais lui laisse la vie sauve en l'obligeant à s'excuser devant tout le monde. Son « héroïsme » est remarqué par Don Mario Capece, un chef de la Camorra qui, impressionné par sa détermination, lui offre un emploi de chauffeur de camion pour la distribution de viande, un commerce contrôlé par la Camorra.
Avec son vieil ami Cafiero, plus connu sous le nom de « Sciancato », Tonino est immédiatement remarqué par Don Capece pour son engagement et, surtout, pour le fait qu'il n'est intimidé par personne. Mais le hasard fait que l'homme rencontre un usurier, don Ciccillo Cotrufo, sous les griffes duquel son vieux père malade, qui lui devait une grosse somme d'argent, avait fini par tomber.
Tonino affronte l'usurier, le bat et le ridiculise devant tout le quartier, sans savoir que l'usurier est un ami de Don Capece. Ce dernier n'hésite pas à lui infliger une sévère punition : pour le rembourser et compenser les dégâts au plus vite, Tonino devra accomplir des tâches plus risquées, notamment pour regagner la confiance des camorristes. Après avoir travaillé quelque temps comme voyou, il se voit confier la gestion d'un tripot clandestin et commence à profiter des fruits de sa nouvelle activité : une puissante voiture customisée (une Lamborghini Miura), une nouvelle maison dans un quartier élégant de la ville. Mais pour rembourser complètement sa dette, il est contraint de devenir un tueur et d'éliminer un contrebandier, Rosario Pietravalle. Tonino parvient à s'acquitter de sa mission, mais il est blessé par une balle dans l'abdomen.
Après s'être rétabli, il retourne diriger le tripot dont il est devenu le patron. Don Capece commence à craindre pour son commandement ; il ordonne néanmoins à Tonino d'éliminer le chef de tous les clans, Don Domenico De Ritis : en échange, il aura un rôle de premier plan au sommet de la Camorra. Tonino accepte mais, une fois sur place, il se rend vite compte que sa cible est un ancien compagnon de cellule, à qui il a sauvé la vie en recevant une forte somme d'argent en échange. Conscient de cela, il renonce à son projet et il se fait capturer par les hommes de De Ritis. Ce dernier, ravi de la « désertion » de Tonino, lui révèle que Capece lui a tendu un piège : après avoir éliminé De Ritis, Tonino sera à son tour éliminé par l'un des hommes de Capece afin d'empêcher son éventuelle ascension.
Et c'est justement Capece qui n'hésite pas à se venger : il enlève son frère, encore enfant, et le met face à un chantage atroce : pour sauver l'enfant, Tonino devra se livrer au parrain. Il se lance immédiatement sur sa piste et, après un échange de coups de feu avec l'un de ses hommes de main, tombe nez à nez avec Capece au pied du Vésuve. Il parvient à mettre son frère à l'abri, mais Sciancato, venu le protéger, est abattu par le chef. Tonino, furieux, le tue, mais se rend aussitôt à la police, accourue sur les lieux avec son père. C'est ce dernier qui convainc Tonino de se rendre, au lieu d'être tué dans une dernière fusillade avec la police, comme Tonino l'avait prévu. Le père, en effet, demande et obtient de Tonino qu'il se rende pour son frère, afin d'éviter qu'il ne devienne une sorte de héros pour son frère une fois tué par la police, et donc un mauvais exemple à suivre.

## Fiche technique
- Titre français : Les Tueurs à gages
- Titre original : Camorra
- Réalisation : Pasquale Squitieri
- Scénario : Pasquale Squitieri
- Photographie : Giulio Albonico
- Montage : Daniele Alabiso
- Musique ; Manuel De Sica
- Producteur : Sergio Bonotti
- Société(s) de production : Mondial Televisione Film, Europa Films
- Société(s) de distribution :
- Pays d'origine :  Italie |  France
- Langue originale : italien
- Format : couleur — 35 mm — 1,85:1 — Son : Mono
- Genre : drame, policier
- Durée : 105 minutes
- Dates de sortie :
  - Italie : 1972
  - France : 30 août 1972
- Affiche : René Ferracci (France)

## Distribution
- Fabio Testi : Tonino Russo
- Raymond Pellegrin : Don Mario Capece
- Enzo Cannavale : Nicola Cafiero, dit Sciancato
- Ugo D'Alessio : Pietro Russo, le père de Tonino
- Lilla Brignone : la mère de Tonino
- Germana Carnacina : Anna, la fiancée de Tonino
- Jean Seberg : Luisa
- Marcello Filotico : Don Ciccillo Cotrufo
- Charles Vanel : Don Domenico De Ritis
- Enzo Turco : Don Silverio
- Salvatore Puntillo : l'inspecteur de police Capezzuto
- Renato Chiantoni : Agostino, le comptable de Capece
- Paul Müller : l'honorable
- Alberto Farnese : croupier
- Vincenzo Falanga : l'ami du contrebandier Pietravalle
- Benito Artesi : Valerio, le rustre qui défie Tonino
- Francesco D'Adda : l'inspecteur de police adjoint
- Leopoldo Mastelloni : Cardillo
- Mirella Mereu : Donna Carmela